# Momotidae
I Momotidi (Momotidae G.R.Gray, 1840) sono una famiglia di uccelli dell'ordine Coraciiformes.

## Tassonomia
La famiglia comprende i seguenti generi e specie:
- Genere Hylomanes
  - Hylomanes momotula Lichtenstein, 1839 - motmot todo
- Genere Aspatha
  - Aspatha gularis (Lafresnaye, 1840)  - motmot golazzurra
- Genere Momotus
  - Momotus mexicanus Swainson, 1827 - motmot caporuggine
  - Momotus coeruliceps (Gould, 1836) - motmot corona azzurra
  - Momotus lessonii Lesson, 1842 - motmot di Lesson
  - Momotus subrufescens Sclater, PL, 1853 - motmot dei Caraibi
  - Momotus bahamensis (Swainson, 1838) - motmot di Trinidad
  - Momotus momota (Linnaeus, 1766) - motmot capoblu
  - Momotus aequatorialis Gould, 1858 - motmot delle alture
- Genere Baryphthengus
  - Baryphthengus martii (von Spix, 1824)  - motmot rossiccio
  - Baryphthengus ruficapillus (Vieillot, 1818)  - motmot caporossiccio
- Genere Electron
  - Electron carinatum (Du Bus de Gisignies, 1847)  - motmot carenato
  - Electron platyrhynchum (Leadbeater, 1829)  - motmot beccolargo
- Genere Eumomota
  - Eumomota superciliosa (Sandbach, 1837)  - motmot cigliaturchesi